# Кеннеди, Терри (регбист)
Терри Кеннеди (англ. Terry Kennedy, родился 4 июля 1996 года в Дублине) — ирландский регбист, играющий на позициях винга в регби-15 и центра в регби-7. Выступает за клуб «Сент-Мэрис Колледж» во Всеирландской лиге и за сборную Ирландии по регби-7. Участник летних Олимпийских игр 2020 в Токио.

## Биография
Сын регбиста Терри Кеннеди-старшего, который выступал за сборную Ирландии в 1978—1981 годах и сыграл 13 матчей в её составе. Окончил Дублинский университетский колледж по специальности «бизнес и коммерция». Начинал карьеру в регби-15, будучи воспитанником академии клуба Про14 «Ленстер»; со сборной Ирландии U-20 стал серебряным призёром чемпионата мира в 2016 году. На клубном уровне представляет команду «Сент-Мэрис Колледж» во Всеирландской лиге (с ней выиграл в 2017 году дивизион 1B).
В 2016—2018 годах у Кеннеди был контракт с «Ленстером», однако он не сыграл ни одного матча в его составе; в сезоне 2017/2018 Кеннеди официально перешёл в регби-7. С командой он стал серебряным призёром чемпионата Европы 2017 года, а через год выиграл титул чемпиона Европы, выступив на этапах в Москве, Эксетере и Лодзи. В финале московского этапа против Германии ирландцы победили 28:7, а Терри занёс две попытки, став лидером этапа по числу занесённых попыток (9).
В 2018 году Кеннеди дебютировал в Мировой серии по регби-7, выступив на этапе в Лондоне (3-е место у сборной Ирландии), а через год со сборной выиграл Гонконгский турнир, завоевав путёвку в Мировую серию сезона 2019/2020. По итогам сезона 2018/2019 он был признан лучшим регбистом года Ирландии в регби-7. В Мировой серии 2019/20 Кеннеди занёс 17 попыток в 25 сыгранных им матчах (пятый результат по попыткам среди всех игроков турнира в сезоне, второй в своей команде после Джордана Конроя). В июле 2021 года ирландская сборная квалифицировалась на Олимпиаду в Токио: в финале межконтинентального отбора в Монако ирландцами была обыграна Франция со счётом 28:19, а сам Терри ещё и попал в символическую сборную турнира. На Олимпиаде Терри сыграл 5 матчей и набрал 5 очков (попытка против ЮАР), а сборная Ирландии заняла 10-е место: в матче против Южной Кореи он был капитаном сборной.
Терри Кеннеди занёс 50 попыток на этапах Мировой серии 2021/22. Этот результат помог сборной Ирландии обновить свои статистические показатели в Мировой серии: второе место на французском этапе и пятое место в общем зачёте сезона стали новыми лучшими результатами в истории команды. Затем Кеннеди сыграл на европейском отборе к чемпионату мира по регби-7 2022 года и на самом чемпионате мира. На ЧМ-2022, игравшемся в Кейптауне, на счету этого игрока две попытки: по одной против команд Португалии и Австралии. Сборная Ирландии стала бронзовым призёром чемпионата, Кеннеди был включён в его символическую сборную. В 2022 году Терри Кеннеди получил ежегодную награду World Rugby лучшему игроку в регби-7 в мире. Кроме того, Кеннеди был признан лучшим «семёрочником» Ирландии за 2021 и 2022 годы по версии Союза регбийных журналистов Ирландии (Rugby Writers of Ireland), трижды получал приз лучшему «семёрочнику» по версии Союза регбистов Ирландии (Rugby Players Ireland).
В 2023 году Кеннеди стал чемпионом Европы и чемпионом турнира по регби-7 в рамках Европейских игр. На Европейских играх на счету Кеннеди две попытки в матче с Италией, одна — в матче с Бельгией и одна — в финале против Великобритании.